# Montagny, Savoie
Montagny är en kommun i departementet Savoie i regionen Auvergne-Rhône-Alpes i sydöstra Frankrike. Kommunen ligger i kantonen Bozel som tillhör arrondissementet Albertville. År 2022 hade Montagny 659 invånare.

## Befolkningsutveckling
Antalet invånare i kommunen Montagny
| Referens: INSEE |